# Vanité (van Hemessen)
Pour les articles homonymes, voir Vanité (homonymie).
En avril 1993, le marchand Emmanuel Moatti met en vente la Vanité à l’hôtel Drouot à Paris. Elle est finalement acquise quelques mois plus tard par le Palais des Beaux-Arts de Lille avec la participation du FRAM - fonds régional d’acquisition des musées - et grâce au mécénat de White public relation à Tokyo.
La Vanité a en fait été peinte par Jan van Hemessen vers 1535-1540. En dehors d’une copie ancienne, nous ne connaissons aucune source qui permettrait d’en affirmer plus sur son historique puisqu’elle est absente de tout document antérieur à 1993. On suppose qu’elle a été réalisée à Anvers, là où le peintre s’était établi dès son apprentissage de la peinture auprès de Hendrick van Cleve. Hemessen faisait partie de la guilde de Saint-Luc et en a été le doyen en 1548. Néanmoins, il existe une hypothèse selon laquelle il aurait voyagé en Italie dans les années 1530, mais encore une fois aucune source ne nous permet de confirmer ou d’infirmer.
La Vanité de Jan van Hemessen a été prêtée à deux reprises. Une première fois à la Fondation Pierre Bergé – Yves Saint-Laurent pour l’exposition Vanité. Mort que me veux-tu ? qui a eu lieu du 23 juin au 19 septembre 2010. Puis du 26 octobre 2017 au 05 février 2018, au Musée Calouste Gulbenkian à Lisbonne pour l’exposition Do outro Lado do Espelho - "derrière le miroir".
Aujourd’hui, l’œuvre est exposée au Palais des Beaux-arts de Lille dans la salle l’École du Nord du XVIème. Il s’agit de la première pièce de l’étage dédié aux peintures du XVIème au XXème siècles.

## Description
Dans un geste qui évoque un personnage de Michel-Ange, un ange aux ailes de papillon tourné vers la droite, devant un paysage, porte un miroir dans lequel se reflète un crâne qu'il désigne de l'index de sa main droite. Il s'agit, selon toute probabilité, du volet gauche d'un diptyque, le crâne dans le miroir figurant le visage à venir d’un personnage qui occupait le volet droit et que l’ange vient avertir de l’aboutissement de toute vie humaine. Les mots inscrits autour du miroir, Ecce rapinam rerum omnium, Voici celle qui ravit toutes choses, et ceux qui sont portés sur le ruban qui entoure le bras gauche de l'ange, Vois la fin de la force, de la beauté et des richesses, explicitent le message exprimé par le reflet. Le personnage à qui ce message est délivré pourrait être un homme d'argent, comme le suggère la pile de monnaie sur le rebord de la fenêtre qui se reflète dans le miroir.

## Analyse
La force et la beauté androgyne de l'ange, la richesse de son vêtement, personnifient ce que la mort emporte. Mais contrairement aux représentations habituelles, où les anges portent des ailes de grand oiseau blanc ou de paon, l'ange de van Hemessen porte des ailes de papillon. L'association de l'ange et du papillon, symbole de la métamorphose de l'âme quittant le corps après la mort, viendrait tempérer la sentence en rappelant la résurrection de la chair, appuyée par le contraste entre les deux ailes, l'une sombre, symbole de mort, l'autre en pleine lumière, symbole d'immortalité. Une telle association serait sans équivalent connu.